# 檸檬酸鋰
檸檬酸鋰是一種有機化合物，為一種檸檬酸鹽，其化學式為Li3C6H5O7。可用作情緒穩定劑，用于治療精神病和雙相情感障礙躁狂狀態。
數以百計的軟性飲料中包含或有添加鋰鹽或鋰鹽礦水（lithia water，具有較高的鋰離子的天然礦泉水）。軟性飲料七喜（7-up）最初叫做"Bib-Label Lithiated Lemon-Lime Soda"，因為它含有檸檬酸鋰。該飲料作為一種治療宿醉的專利藥銷售。1950年起檸檬酸鋰不再加入七喜內。

## 製備
可由檸檬酸與氫氧化鋰透過酸鹼中和製備而成。

## 另見
- 鋰 (藥理學)。